# ونیمل
ونیمل (به انگلیسی: Vanimal) یک روستا در هند است که در Kozhikode district واقع شده‌است.

## خصوصیات
ونیمل ۲۳٬۳۶۸ نفر جمعیت دارد.